# ربا حيلاني
ربا حيلاني متسابقة دراجات هوائية من مواليد «السلمية» عام 1990 سوريا، تحمل شهادة كلية تربية رياضية ودبلوم تربوي، وتستعد لإكمال دراستها للحصول على الدكتوراه في الرياضة.

## إنجازاتها
المحلية
- أحرزت أول بطولة للجمهورية عام 2002على صعيد المراكز التدريبية ومنذ عام 2008وحتى عام 2012جاءت في صدارة بطولات الجمهورية

الدولية
- البطولة العربية التي جرت بالإمارات 2008 كانت أولى مشاركاتها الخارجية وأحرزت فيها المركز الأول  بذهبيتين بالفردي ومثلهما بالفرق
- وفي عام 2009شاركت في البطولة العربية التي جرت بدير عطية بسورية وأحرزت برونزية الفردي العام وذهبيتي الفرق
- وفي عام 2010شاركت في البطولة العربية بتونس والتي اعتبرتها حيلاني من أجمل البطولات وأفضلها للدراجات السورية لأن أصحاب المراكز الأولى بالسيدات فيها من نادي المحافظة وأحرزت فيها المركز الأول وذهبيتي الفرق
- وفي عام 2011 شاركت في البطولة العربية في مصر وأحرزت فضية وذهبيتين.[2]

## تصنيف
- صاحبة المركز 11آسيوياً بالفردي العام بالبطولة الآسيوية  التي جرت بالإمارات 2009
- صاحبة المركز 17 بالفردي العام في بطولة آسيا 2012بماليزيا * صاحبة المركز 31 بالفردي العام في بطولة طواف تايلاند( كأس البرنسيسة ) عام 2012.[2]

## الاحتراف
ربا حيلاني محترفة حاليا في نادي عفك الرياضي حيث أحرزت معه بطولة العراق عام2018
.